# 尖头紅鰭鲌
尖头鲌（学名：Chanodichthys oxycephalus）为輻鰭魚綱鯉形目鯝科紅鰭鲌属的鱼类，是中国的特有物种。分布于小兴凯湖、乌苏里江、长江流域等地，一般栖息于较大水体的干流处活动以及为中下层，體長可達60公分。该物种的模式产地在长江。

## 扩展阅读
維基物種上的相關：尖头鲌